# Adam Cheyer
Adam Cheyer est un informaticien américain, co-créateur du logiciel de reconnaissance vocale et sémantique Siri et ancien directeur l’ingénierie de l'iPhone au sein d'Apple. Il est actuellement directeur du département d’intelligence artificielle d’Airbnb.

## Biographie
Il obtient son baccalauréat universitaire en informatique à l'Université Brandeis en 1988 et sa maîtrise en informatique et intelligence artificielle à l'Université de Californie à Los Angeles en 1993.
Au sein de SRI International (alors rattaché à l'université Stanford), il travaille sur le projet CALO (pour Cognitive Assistant that Learns and Organizes) dont il sera l'architecte en chef de 2003 à 2008. Une entreprise appelée Siri sera créée à l'issue de ce projet, qui sera rachetée par Apple en 2010 . Il quitte Apple en 2012 et créé Viv Labs qui sera acheté par Samsung en 2016 pour fournir ses services .